# Miserias de la guerra
Miserias de la guerra es una novela póstuma del escritor español Pío Baroja.

## Descripción
La novela, presentada a la censura franquista en 1951, fue desechada por esta. El protagonista principal es un ciudadano inglés, diplomático, a través del cual se narran sucesos de la Segunda República y la guerra civil. Fue publicada en 2006 por la editorial Caro Raggio, en una edición de Miguel Sánchez-Ostiz.